# Lien Willems
Lien Willems (3 juli 1987) is een golfprofessional uit Antwerpen.

## Levensloop
Haar thuisclub is de Rinkven International Golf & Country Club. Ze speelt op de LET Access Series, ook wel de LETA Tour genoemd.
Al een paar jaar probeert Willems zich te plaatsen voor de Ladies European Tour {LET). In 2007 haalde ze de finale van de Tourschool van 2008. In januari 2012 probeerde ze weer een tourkaart voor de Europese Tour te bemachtigen, maar toen ze haalde de finale niet. Het eerste LETA-toernooi was op Terre Blanche in Nice, waar ze op een 6de plaats eindigde. Half maart 2012 stond zij op de vijfde plaats van de Order of Merit van de LETA Tour, samen met Marieke Nivard.